# Наличная улица (Москва)
Нали́чная у́лица — улица в Москве в районе Лефортово Юго-Восточного административного округа.

## История
С середины XVIII века Наличной (Налишной) улицей назывался участок Госпитального Камер-Коллежского Вала от Госпитальной площади до улицы Новая Дорога. Название, вероятно, связано с расположением вдоль тогдашнего главного фасада Военного госпиталя (от «наличный» в значении «лицевой»). Улица исчезла после перепланировки слободы, которая произошла после пожара 1843 года. Название было перенесено позднее, во второй половине XIX века, на новопроложенную улицу. По другим сведениям, улица была названа Наличной из-за местоположения у наличной (лицевой) стороны Введенского кладбища, либо по фамилии местного домовладельца.
До 1890-х годов участок от Солдатской до 1-й Синичникой улицы назывался Наличным переулком и соединялся с улицей мостом через реку Синичку, позднее был включён в состав Наличной улицы.

## Описание
Наличная улица проходит от Солдатской улицы на северо-восток до перекрёстка Лонгиновской и Сторожевой улиц. С запада примыкает 1-я Синичкина улица.
Наличная улица огибает котловину бывшего Синичкина пруда на реке Синичке. В первой половине XX века в этой низине был благоустроенный сквер с клумбами и фонтаном (Синичкин фонтан). Позднее осталась только ровная площадка. Сейчас на этом месте площадь при вестибюле станции метро  Лефортово.

## Примечательные здания и сооружения

### По нечётной стороне
- № 1 — вход на Введенское кладбище
- № 5 — ЖСК Майский-3
- № 5с2 — МОЭК

### По чётной стороне
- № 4 — архив судмедэкспертизы, ранее родильный дом № 19

## Транспорт
По Наличной улице проходит автобусный маршрут 59, но остановок на ней он не имеет. У начала улицы, по Солдатской улице, проходят трамваи 32, 46.